# Way Station
Way Station – ukraiński zespół muzyczny grający kombinację post-rocka oraz post-metalu. Grupa została założona w 2010 w Kijowie z inicjatywy Mykyty Judina.

## Historia
Punktem wyjścia historii zespołu był 2005, kiedy wówczas Mykyta Judin studiował na Konserwatorium Muzycznym im. M. Glinki w Dniepropietrowsku i grał w zespole swoich kolegów ze studiów. Grupa zgłosiła się do konkursu młodych zespołów „Слухай Чернігівське”, a jako swoją nazwę Mykyta zaproponował tytuł ulubionej książki z dzieciństwa – Пересадкова Станція (pol. Stacja tranzytowa; tytuł oryg. Way Station) Clifforda D. Simaka. Udział w konkursie zakończył się sukcesem: zespół znalazł się w pierwszej dziesiątce, a piosenka „Зима” trafiła na składankę Слухай Чернігівське wydanej przez lokalną rozgłośnię radiową. Później nazwę zespołu zmieniono na „Way Station”, zgodnie z oryginalną nazwą książki.
W 2009 Mykyta przeniósł się do Kijowa i zaczął szukać nowych muzyków.  Był to drugi etap formowania zespołu. W 2011 ze zaktualizowanym składem (Vitalii Yermak (perkusja) i muzyk sesyjny Viktor Rayevsky (gitara basowa) zespół supportował Maybeshewill w Kijowie. Był to ich pierwszy koncert pod nazwą „Way Station”. W 2013 grupa wydała swój pierwszy singiel Road, następnie Last Launch, a 27 sierpnia tego samego roku pierwszy album The Ships nakładem ukraińskiej wytwórni muzycznej AZH Promo. Pod koniec 2014 zespół wydał singiel 2 Million Light Years, który został udostępniony bezpłatnie w internecie.
W czasie swojego istnienia grupa dzieliła scenę z takimi zespołami jak This Will Destroy You czy Lymbyc Systym. Way Station zagrał kilka koncertów z Maybeshewill, w tym ostatni koncert w Kijowie w lutym 2016, niedługo przed rozpadem brytyjskiej formacji.

## Dyskografia

### Albumy studyjne
- The Ships (2013)
- The Way of Minstrel (2018)

### Single
- Road (2013)
- Last Launch (2013)
- 2 Million Light Years (2014)